# Königin-Sirikit-Staudamm
Der Königin-Sirikit-Staudamm (Thai: เขื่อนสิริกิติ์; benannt zu Ehren von Sirikit, der Gattin von König Bhumibol Adulyadej von Thailand (Rama IX.) wurde 1965–1974 ca. 45 km nördlich von Uttaradit im Norden Thailands am Mae Nam Nan errichtet. Die 1973 eingeweihte Talsperre trägt viel zur ertragreichen Landwirtschaft der südlich angrenzenden Gegend in der Provinz Uttaradit bei. Auch für die Energieversorgung ist sie wichtig.
Der Sirikit-Staudamm ist der größte Staudamm Thailands. Der Staudamm ist 169 m hoch, 810 m lang und im oberen Teil 12 m breit. Der See hat eine Fläche von fast 250 km² und wird von einigen Pfahlbausiedlungen gesäumt. Die Bewohner leben von Fischfang.
Weitere Daten:
- Dammvolumen: 11 Millionen m³
- Stauinhalt: 9.800 Millionen m³ (eine andere Quelle gibt 10.550 Mio. m³ an)
- Kraftwerksleistung: 500 MW

In östlicher Richtung liegt bei Nam Pat ein kleiner Naturpark, der den größten Teakholz-Baum der Welt beherbergt.

Eindrücke rund um den Stausee
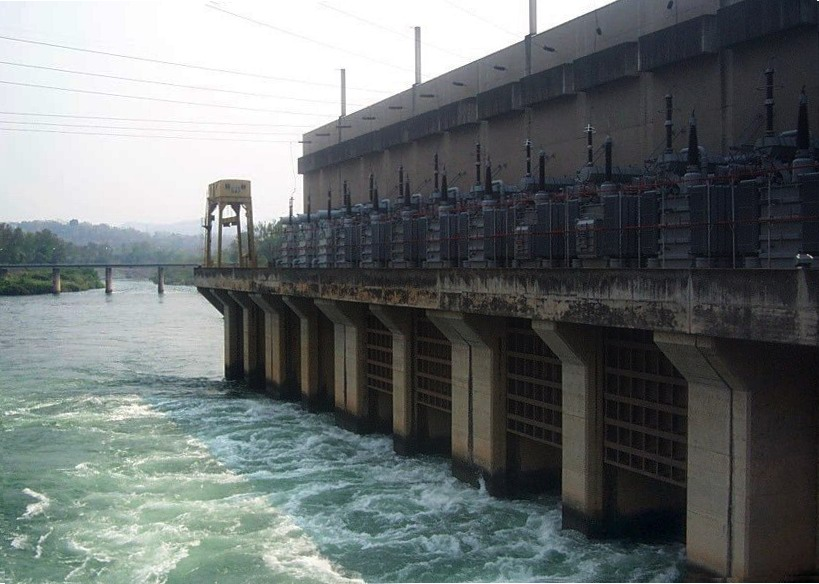
Der Staudamm
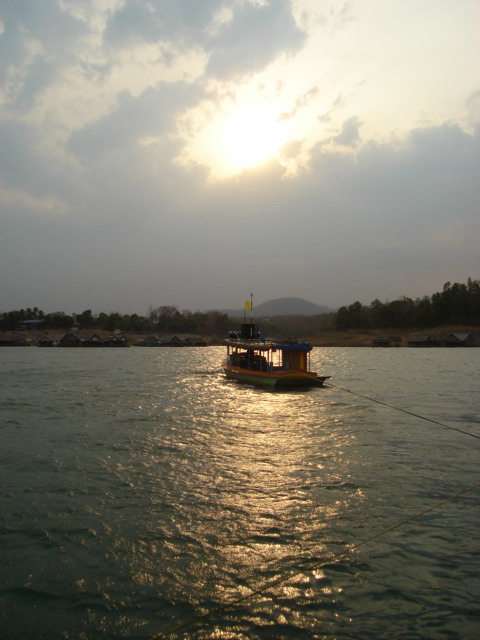
Am Stausee
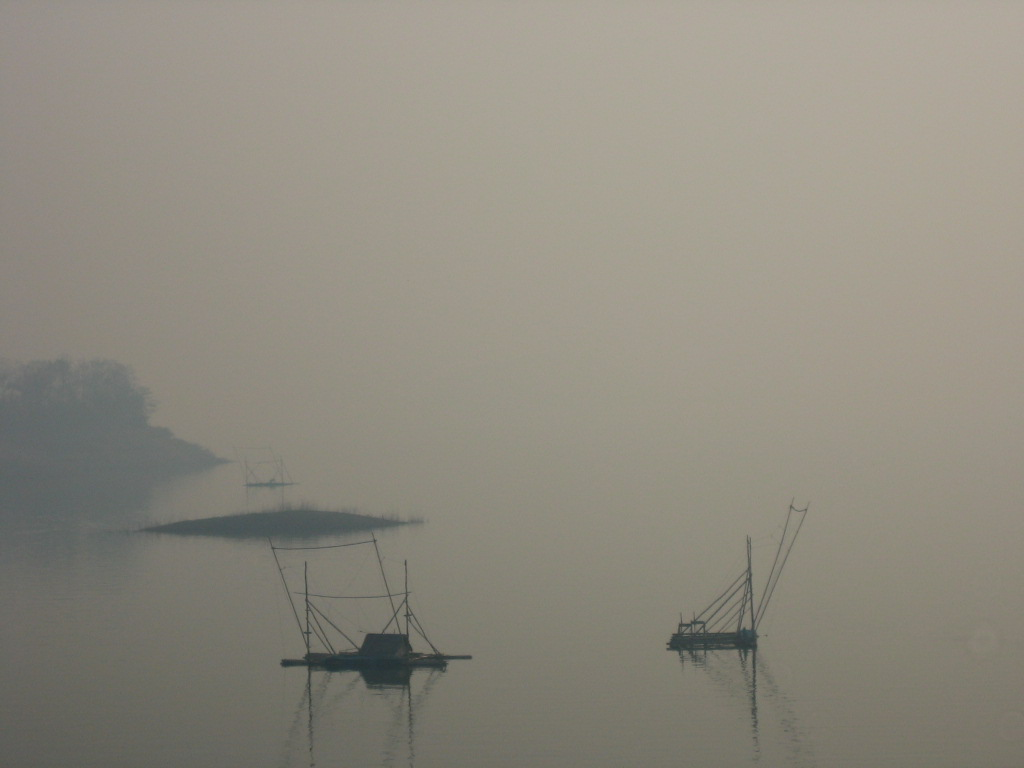
Südspitze des Sirikit-Stausees im Morgennebel
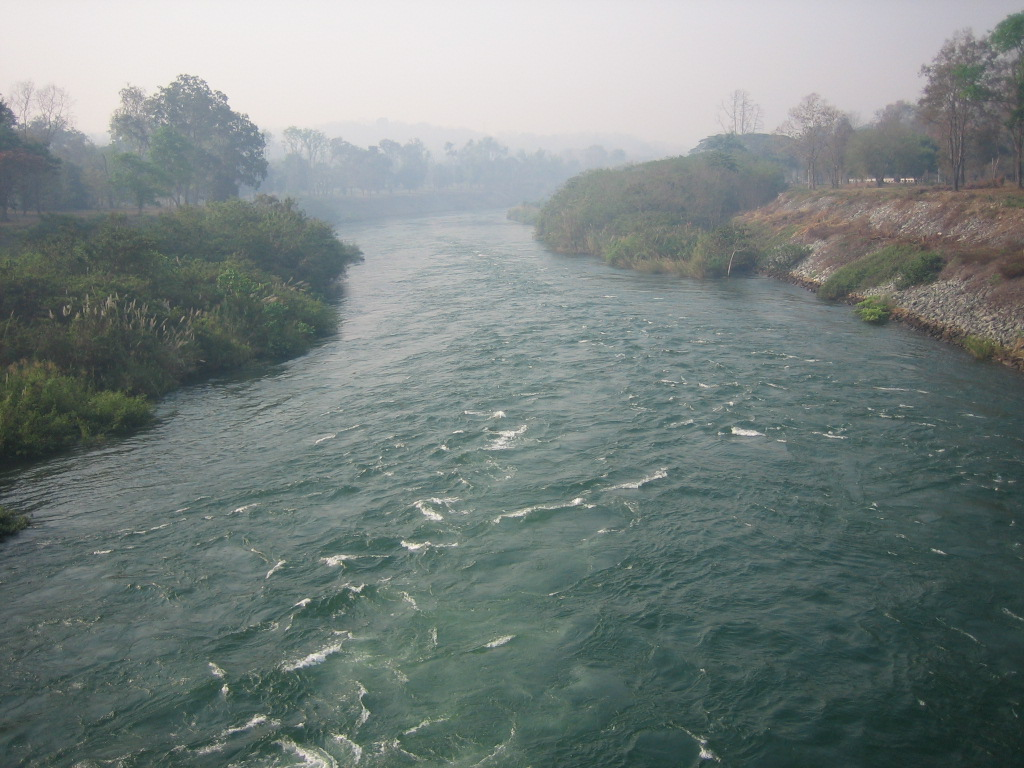
Nan-Fluss unterhalb des Damms